# TSV Bordesholm
Der TSV Bordesholm (vollständiger Name: Turn- und Sportverein Bordesholm von 1906 e. V.) ist ein Sportverein aus Bordesholm im Kreis Rendsburg-Eckernförde. Die erste Fußballmannschaft spielte in der Saison 2022/23 in der Oberliga Schleswig-Holstein. Die Floorballmannschaft der Frauen nahm einmal am Deutschlandpokal teil.

## Geschichte
Der Verein wurde am 27. Juni 1973 durch die Fusion des am 25. Februar 1906 gegründeten MTV Bordesholm mit dem VfB Bordesholm 08 gegründet. Letzterer wurde am 4. August 1908 als FC Preußen Bordesholm gegründet. Vier Jahre später spaltete sich der VfB Bordesholm ab, bevor sich beide Clubs 1913 wieder vereinigten. Neben Fußball und Floorball bietet der Verein noch Badminton, Gymnastik/Turnen, Koronarsport, Lauftreff/Walking, Leichtathletik, Radsport, Tanzen, und Tischtennis an. Die Handballabteilung des TSV Bordesholm hat sich mit der Handballabteilung des Nachbarvereins Brügger SV zur Spielgemeinschaft Bordesholm / Brügge (SGBB) zusammengeschlossen.

### Fußball
Die fußballerischen Wurzeln des Vereins legte der VfB Bordesholm, der im Jahre 1955 in die 2. Amateurliga Ost aufstieg, die 1968 in Bezirksliga Ost umbenannt wurde. Dort wurde die Mannschaft 1962, 1972 und 1973 Vizemeister hinter dem Rendsburger TSV, Holsatia Kiel bzw. dem TSV Plön. Gleich im ersten Jahr nach der Fusion gelang der Aufstieg in die Landesliga Nord. Nach einem fünften Platz in der Saison 1975/76 folgte zwei Jahre später der Abstieg in die Bezirksliga, bevor der TSV in der folgenden Saison 1978/79 in die Bezirksklasse durchgereicht wurde. Nach einer Vizemeisterschaft im Jahre 1992 hinter dem TSV Altenholz gelang fünf Jahre später der Wiederaufstieg in die Bezirksliga.
Dort wurden die Bordesholmer 1999 Meister und qualifizierten sich für die neu geschaffene Bezirksoberliga Ost. Vier Jahre später sicherte sich der TSV die Meisterschaft und setzte sich in der folgenden Aufstiegsrunde zur Verbandsliga Schleswig-Holstein gemeinsam mit dem SV Eichede durch. Nach zwei Jahren folgte im Jahre 2005 der Abstieg in die Bezirksoberliga. Dort wurden die Bordesholmer zwei Jahre später Vizemeister hinter dem Heikendorfer SV. Nach einer Ligareform spielte der TSV ab 2008 in der Verbandsliga Nord-Ost, wo die Bordesholmer Vizemeister hinter dem TSV Klausdorf wurden.
In der folgenden Aufstiegsrunde scheiterte die Mannschaft allerdings an Frisia Risum-Lindholm. Ein Jahr später gelang als Meister der Aufstieg in die Schleswig-Holstein-Liga. Als Drittletzter der Saison 2010/11 folgte der direkte Wiederabstieg. Nach zwei sechsten Plätzen gelang im Jahre 2014 der Wiederaufstieg ins schleswig-holsteinische Oberhaus. Auch die zweite und dritte Herrenmannschaft konnten in dieser Saison den Aufstieg in die Kreisliga Kiel bzw. die Kreisklasse B realisieren. Nach nur einer Saison steigt man 2015 als Vorletzter wieder in die Verbandsliga ab und qualifizierte sich zwei Jahre später für die neu geschaffene Landesliga Schleswig, aus der man dann zur Oberliga-Saison 2018/19 über die Relegation wieder aufstieg.

### Floorball
Die Frauenmannschaft erreichte 2011 die Endrunde um den Floorball Deutschland Pokal. Im Halbfinale unterlag die Mannschaft dem späteren Titelträger MFBC Wikinger Grimma mit 1:7.
Die Herrenmannschaft qualifizierte sich insgesamt drei Mal für die Endrunde um die Deutsche Meisterschaft auf dem Kleinfeld. Die Deutsche Floorball-Kleinfeldmeisterschaft 2016 schloss die Mannschaft des TSV Bordesholm nach dem 2. Platz in ihrer Gruppe und Niederlagen im Halbfinale gegen die Floorball Falcons vom TSV Berkersheim und im Spiel um Platz 3 gegen die Floorball Turtles Berlin auf dem 4. Platz ab. Nur ein Jahr später qualifizierte sich das Team mit demselben Kader für die Deutsche Floorball-Kleinfeldmeisterschaft 2017. Im bayerischen Rohrdorf gewannen die Bordesholmer ihre Vorrundengruppe, unterlagen im Halbfinale aber knapp der erfahrenen Mannschaft von FOX Erfurt. Im Spiel um Platz 3 traf Bordesholm dann auf den Gastgeber, die Lumberjacks Rohrdorf. Das Spiel endete unentschieden nach regulärer Spielzeit und ging nach torloser Verlängerung bis ins Penaltyschießen. Dort verwandelte Spielertrainer Benedikt Stubbe in seinem letzten Spiel für den TSV Bordesholm den entscheidenden Penalty und sicherte der Mannschaft die Bronzemedaille. Nach erfolgreichen Umbruch des Teams erreichte der TSV Bordesholm 2022 über ein Play-off-Spiel gegen die Lilienthaler Wölfe erneut die Teilnahme an der Endrunde um die Deutsche Meisterschaft auf dem Kleinfeld. Das Turnier wird am 2. und 3. Juli 2022 in Hannover ausgetragen.

## Persönlichkeiten
- Klaus Elwardt
- Marco Hinz